# Торосове
Торосове (до 2016 — Леніне) — село в Україні, в Затишанській селищній територіальній громаді Роздільнянського району Одеської області. Відстань від Затишшя: автошляхами — 18 км, фізична — 14 км. Між платформою Торосове та станцією Затишшя, залізницею — 12 км. За переписом 2001 року населення складало 918 осіб. Староста: Кущенко Марія Петрівна.
До 17 липня 2020 року було підпорядковане Захарівському району, який був ліквідований.

## Історія
Засноване в 1857 році, як німецька колонія Гофнунґсфельд (нім. Hoffnungsfeld — «Поле Надій»). Пізніше перейменовано в Торосове. З 1963 року — Леніне. (17.05.1963 села Антонівка, Михайлівка, Трудівка та Леніне (Торосове) об'єднані в один населений пункт Леніне).
Основою господарської діяльності була ферма з биками біля «Німецького ставка», що обслуговувалась місцевими німцями та людьми, яких вони наймали. Колоністам було добре відоме іспанське слово «toros» — бики («el toro» в однині), тож найімовірніше назва походить від нього. Побутує думка, що Торос — ім'я засновника села.
1899 року в селі народився державний і політичний діяч Третього Рейху — Георг Лейббрандт.
В 1963—2016 роках, село юридично мало назву Леніне, та навіть за 52 роки назва не закріпилась у побуті. Село завжди називали Торосове. Леніним село називали — коли мова йшла про офіційні чи філософські речі. Єдине село громади, офіційна назва якого підлягала декомунізації. Залізнична платформа біля села завжди мала назву Торосове.
17 березня 2016 року селу повернено назву Торосове.
Головна вулиця села, що простягається на 3,7 кілометра — найдовша в громаді. Вздовж колишньої німецької колонії — складається з двох проїжджих частин розділених струмком. у Трудівці та на під'їзді до неї — не має твердого покриття.

## Села, об'єднані 1963 року з Торосовим
- Антонівка

Вперше згадується другої половини XIX сторіччя, за назвою Антоновича. В Антонівці розташована основна (нині єдина діюча, як агропідприємство) частина колишнього Торосівського колгоспу.
- Михайлівка

Засноване у 1920-ті роки. Найзахідніша частина Торосового. Наприкінці 1980-х років, Михайлівка доповнилась новою вулицею — Новоселів, всі будинки на якій є однотипними. Вулиця відома в Торосовому, як «Доміки». В пізньорадянські часи в Михайлівці розташовувався основний магазин Торосового. Тут же розташований основний цвинтар Торосового.
- Трудівка

Засноване у 1920-ті роки. Село й сьогодні (2020 рік), фактично є окремим. Тут розташований один із двох діючих цвинтарів Торосового. До 2021 року до Трудівки не було дороги з твердим покриттям.

## Населення
Згідно з переписом 1989 року населення села становило 800 осіб, з яких 365 чоловіків та 435 жінок.
За переписом населення 2001 року в селі мешкало 870 осіб.

### Мова
Розподіл населення за рідною мовою за даними перепису 2001 року:
| Мова       | Відсоток |
| ---------- | -------- |
| українська | 95,65 %  |
| молдовська | 2,29 %   |
| російська  | 1,83 %   |
| болгарська | 0,23 %   |

## Відомі люди
- Златьєв Сергій Анатолійович — сержант Збройних сил України, учасник російсько-української війни.